# Joe Alaskey
Joseph (Joe) Francis Alaskey III (Troy, 17 april 1952 – Watervliet, 3 februari 2016) was een Amerikaans acteur. Hij was vooral bekend als de stem van Bugs Bunny en Daffy Duck. Hij deed ook de stem van Grandpa Pickles in Rugrats, Yosemite Sam, Tweety, Plucky Duck en Sylvester the cat.
Alaskey begon als stemacteur in 1989 bij Warner Bros alwaar hij Mel Blanc verving. Daarnaast was hij ook de stem van president Richard Nixon in Forrest Gump. Hij was actief tot aan zijn overlijden ten gevolge van kanker in 2016.